# 福山竜一
福山 竜一（ふくやま りゅういち、1964年2月13日 - ）は、日本のミュージシャン、ヴォーカリスト、ギタリスト、作曲家、編曲家。通称ヤングさん。
2000年に横浜のインディーズレーベル「BluesCityRecords（現アイランドカーニバル）」よりロックバンド「MAMMY」のボーカルとしてデビュー。2013年には映画『SHORT PEACE』中の作品「武器よさらば」のオープニング・テーマソング「Motor Cycle」を中村裕介&福山竜一で歌う。
自らの弾き語りのほか、福山芳樹とのデュオW-FUKUYAMAや、フルーティストの長崎宏美とのデュオでアコースティックな演奏を中心に活動している。
「はらからの歌声」を主催し福山芳樹、飯塚昌明らとのチャリティコンサートでの東日本大震災に被災した福島県支援活動を行う。また同震災に被災した犬猫保護団体しっぽ村への支援もおこなっている。

## ディスコグラフィ

### シングル（シングル、アルバムともインディーズ）
|     | 発売日 | タイトル                 |
| --- | ------ | ------------------------ |
| 1st | 2004年 | あじさいの花             |
| 2nd | 2005年 | やさしい未来             |
| 3rd | 2016年 | ラッキー～ぼくは被災犬～ |
| 4th | 2018年 | アグリの大地で           |

### アルバム
|     | 発売日 | タイトル                                 |
| --- | ------ | ---------------------------------------- |
| 1st | 2004年 | 向日葵～君に逢いたくて～                 |
| 2nd | 2005年 | NOSTALGIA ～ともに生きる、きみと生きる～ |
| 3rd | 2011年 | 廣嶋祭人                                 |
| 4th | 2014年 | TOYBOX                                   |